# Gastrophrynoides borneensis
Gastrophrynoides borneensis is een kikker uit de familie smalbekkikkers (Microhylidae). De soort werd voor het eerst wetenschappelijk beschreven door George Albert Boulenger in 1897. Oorspronkelijk werd de wetenschappelijke naam Engystoma borneense gebruikt. Het was lange tijd de enige soort uit het geslacht Gastrophrynoides.
De soort is endemisch in Maleisië (Sarawak) op het eiland Borneo. Over de levenswijze en biologie van deze soort is vrijwel niets bekend.